# 克拉克斯峽谷 (亞利桑那州)
克拉克斯峽谷（英語：Clacks Canyon）是位於美國亞利桑那州莫哈維縣的一個人口普查指定地區。根據2010年美國人口普查，該地人口為173人，而該地的面積約為8.60平方千米。

## 地理
克拉克斯峽谷的座標為35°13′13″N 114°04′20″W / 35.22028°N 114.07222°W，而該地最高點為海拔高度1140米（即3740英尺）。